# Юманьсикт
Юманьсикт — деревня в Сысольском районе Республики Коми. Входит в состав  сельского поселения Пыёлдино.

## География
Деревня находится на расстоянии 15 км к юго-востоку от села Визинга, административного центра района.

### Часовой пояс
Деревня Юманьсикт, как и вся Республика Коми, находится в часовой зоне МСК (московское время). Смещение применяемого времени относительно UTC составляет +3:00.

## Население
| 2010 |
| ---- |
| 4    |

### Национальный состав
Согласно результатам переписи 2002 года, в национальной структуре населения коми составляли 72 % из 7 чел.